# جامعة كيبك
جامعة كيبك (بالإنجليزية: The University of Quebec)‏ و (بالفرنسية | Université du Québec) وهو نظام من عشر جامعات حكومية تتبع لولاية كيبك في كندا. مقرها في مدينة كيبك، وتقدم الجامعة برامجها التعليمية لـ 87,000 طالب وطالبة. حكومة كيبك هي من أسست جامعة كيبك، وهي شبكة من الجامعات في عدة مدن لولاية كيبك بطريقة مماثلة لباقي الولايات الكندية، وقد أصبحت جميع الجامعات في كيبك حكومية الملكية.

## التاريخ
تم إنشائها في عام 1968 بموجب قانون صادر من الجمعية الوطنية لكيبك، والمؤسسات التعليمية مكونة من :
مدرسة التكنولوجيا العليا (ETS)، ومقرها في مونتريال.
المدرسة الوطنية للإدارة العامة (ENAP)، ومقرها في مدينة كيبك، مع بعض الفروع في مونتريال، وغاتينو، وتروا ريفيير، وساغينيه.
المعهد الوطني للبحوث العلمية (INRS)، ومقرها في مدينة كيبك، والحرم الجامعي في مونتريال.
جامعة كيبك في شيكوتيمي (UQAC)، ومقرها في ساغينيه.
جامعة كيبك في مونتريال (UQAM)، ومقرها في مونتريال.
جامعة كيبك في ريموسكي (UQAR)، ومقرها في ريموسكي.
جامعة كيبك في تروا ريفيير (UQTR)، ومقرها في تروا ريفيير.
جامعة كيبك في أبيتيبي وتيميسكامينق (UQAT)، والحرم الجامعي في رووان نوراندا وفال دور، وبعض البلدات الأخرى.
جامعة كيبك في اوتاوياس (UQO)، ومقرها في غاتينو
جامعة تيلي (Téluq)

## وصلات خارجية
- الموقع الإلكتروني

لم يتم العثور على روابط لمواقع التواصل الاجتماعي.